# Michael Geddes
Michael Geddes LL.D. (c. 1650 – 1713) est un pasteur protestant affilié à l'Église d'Angleterre et un historien écossais.

## Biographie
Michael Geddes naît en Écosse vers 1650. Il obtient un MA de l'université d'Édimbourg en 1668. Il est reçu à l'université d'Oxford le 11 juillet 1671, étant l'un des quatre premiers Écossais à profiter d'une exhibition (une bourse d'études) que l'évêque John Warner réserve aux étudiants inscrits au Balliol College. Ces étudiants sont installés en premier au Gloucester Hall puis déplacé en 1672 au Balliol College.
In 1678, Geddes se rend à Lisbonne pour occuper le poste de chapelain à la fabrique anglaise. En 1686, l'Inquisition lui interdit de continuer son travail, même s'il réclame le droit de poursuivre en vertu d'un privilège traditionnel qui remonte à la signature d'un traité entre l'Angleterre et l'Espagne. Les marchands anglais envoient rapidement un message à l'intention de l'évêque de Londres, Henry Compton, pour défendre leurs droits. Avant qu'il ne soit remis à l'évêque, Geddes est suspendu de ses fonctions par les commissaires ecclésiastiques mandatés par Jacques II d'Angleterre. Lorsqu'un fondé de pouvoir arrive sur place, il ordonne à Geddes de retourner en Angleterre, ce qu'il fait en mai 1688.
Gilbert Burnet, en tant qu'évêque de Salisbury, accorde la chancellerie de sa cathédrale à Geddes le 12 juin 1691. Il reçoit le Lambeth degree (LL.D., un honneur académique remit par l'archévêque de Canterbury) le 16 avril 1695.
Il meurt au début de 1713.

## Œuvres
- The History of the Church of Malabar, from the time of its being first discover'd by the Portuguezes in the year 1501. … Together with the synod of Diamper, celebrated in … 1599, done out of Portugueze into English. With some remarks upon the faith and doctrines of the Christians of St. Thomas in the Indies, Londres, 1694.
- The Church-History of Ethiopia. Wherein the two great … Roman missions into that empire are placed in their true light. To which are added an epitome of the Dominican History of that Church, and an account of the practices and conviction of Maria of the Annunciation, the famous nun of Lisbon, Londres, 1696.
- The Council of Trent no free Assembly: more fully discovered by a collection of letters and papers of the learned Dr. Vargas and other … Ministers who assisted at the said Synod. Published from the original manuscripts in Spanish … with an introductory discourse concerning Councils, showing how they were brought under bondage to the Pope, Londres, 1697.
  - Il s'agit de lettres écrites par Francisco de Vargas y Mexia (en) au cardinal Granvelle, lesquelles sont parvenues au diplomate William Trumbull. Geddes les a traduites à la demande d'Edward Stillingfleet.
- Miscellaneous Tracts, 3 vols., Londres, 1702-6 ; 2e édit., 1709 ; 3e édit., 1715.
- Several Tracts against Popery: together with the Life of Don Alvaro de Luna, Londres, 1715.
- The most celebrated Popish Ecclesiastical Romance: being the Life of Veronica of Milan. Begun to be translated from the Portuguese by the late Dr. Geddes, and finish'd by Mr. Ozell, Londres, 1716.